# Nevsky (pomme de terre)
Pour les articles homonymes, voir Nevsky.
 (mars 2018).
Si vous disposez d'ouvrages ou d'articles de référence ou si vous connaissez des sites web de qualité traitant du thème abordé ici, merci de compléter l'article en donnant les références utiles à sa vérifiabilité et en les liant à la section « Notes et références ».
La Nevsky est une variété de pomme de terre russe sélectionnée en 1982 en Union soviétique.
C'est une pomme de terre de forme ovale, à la peau lisse, blanc-jaunâtre, aux yeux superficiels et à la chair blanche, à teneur relativement faible en amidon (pomme de terre « à chair ferme »).

## Description
La plante de maturité moyenne, à un port relativement dressé. Les fleurs sont blanches.
C'est la variété de pomme de terre la plus cultivée en Russie (41 % des emblavements en 2007). Elle est également très cultivée dans les pays d'Asie centrale (Kazakhstan, Kirghizistan, Tadjikistan).
Cette variété est issue d'un croisement entre deux variétés russes : Veselovsky 2-4 (1962) et Kandidat (1965). Elle incorpore dans son pedigree notamment des gènes de Katahdin, variété créée en 1932 aux États-Unis.
Une variété dérivée par modification génétique, appelée 'Nevsky+' a été sélectionnée dans les années 2000. Créée par le centre de bio-ingénierie de l'Académie russe des sciences, elle incorpore un gène cry3A de Bacillus thuringiensis subsp. Tenebrionis lui conférant une résistance au doryphore.